# Lil' Louis
Ne doit pas être confondu avec Little Louie Vega.
Lil' Louis, ou écrit Lil Louis, de son vrai nom Marvin Louis Burns (né en 1962 à Chicago), est un disc jockey et producteur américain de house. Son titre French Kiss (publié en 1989) lui assure une renommée mondiale.

## Histoire
Sa chanson la plus connue, French Kiss, reste deux semaines à la première place du classement américain Hot Dance Music/Club Play en 1989. À l'origine instrumentale, la chanson comporte une rupture de plusieurs minutes au cours de laquelle le tempo ralentit progressivement jusqu'à s'arrêter. Au fur et à mesure que la chanson gagne en popularité, Shawn Christopher y ajoute le chant. Malgré son caractère érotique, la chanson est diffusée sur certaines stations de radio pop, et se hisse à la 50e place du Billboard Hot 100. Elle a connu un grand succès en Europe, atteignant la deuxième place du UK Singles Chart, malgré son interdiction par la BBC, ainsi qu'en Allemagne, et la première place aux Pays-Bas. La vidéo est réalisée par Marek Budzynski. Les producteurs britanniques de drum and bass Ed Rush et Optical produisent ensuite un remix.
Dans le morceau Teachers de l'album Homework (1997) des Daft Punk, Lil Louis est l'un des nombreux musiciens mentionnés. Le single Flashback de Laurent Garnier, sorti en 1997, contient un remix réalisé par Lil Louis et intitulé Lil Louis Civilized Instrumental Painting.
En 2000, son collègue producteur Josh Wink sort How's Your Evening So Far - crédité à Wink featuring Lil Louis - un titre qui sample fortement French Kiss. La chanson se classe au troisième rang du palmarès dance. La chanson est également samplée en 2000 par Lil' Kim sur le titre Custom Made (Give It to You), qui figure sur l'album The Notorious KIM.
En 2013, John Legend sort la chanson Made to Love, qui contient un sample important de la chanson de Lil' Louis Video Clash, sur le label G.O.O.D. Music de Kanye West. Le 24 janvier 2015, Louis souffre d'une perte auditive permanente induite par le son dans son oreille gauche lors d'un soundcheck à Manchester, en Angleterre, lorsqu'un klaxon à air comprimé est déclenché à proximité de lui.

## Discographie partielle
- 1987 : Frequency / How I Feel (Dance Mania)
- 1988 : The Original Video Clash / Music Takes U Away (Dance Mania)
- 1989 : French Kiss (12") (FFRR / Diamond Records)
- 1989 : New York (Diamond Records)
- 1989 : Wargames (Remix) (Diamond Records)
- 1989 : Jupiter (Diamond Records)
- 1989 : Frequency (Remix) (Diamond Records)
- 1989 : Lil' Louis and the World  - I Called U, Blackout (FFRR)
- 1989 : Lil' Louis and the World  - From the Mind of Lil' Louis (album, FFRR / Epic)
- 1992 : Lil' Louis and the World  - Club Lonely (Epic)
- 1992 : Lil' Louis and the World  - Journey with the Lonely (album, FFRR / Epic)
- 1997 : Lil Louis - Clap Your Hands (Go! Beat)
- 2000 : Josh Wink and Lil Louis - How's Your Evening So Far?
- 2008 : Lil Louis - Two Sides to Every Story

### Remixes et mixes
- D*Note  - Waiting Hopefully (remix)
- 1986 : Hercules With Marshall Jefferson - 7 Ways (Club Mix) (remix)
- 1995 : Lil' Louis : Pride '95 (Mix) (Strictly Rhythm)
- 1997 : Laurent Garnier - Flashback (Lil Louis Civilized Instrumental Painting)
- 1999 : Basement Jaxx  - Bingo Bango (remix)
- 2000 : Kimara Lovelace - Misery (Lil Louis Extended Club Mix)
- 2001 : Mix The Vibe: Lil' Louis: 27 Years In the Mix (1974-2001) (Nite Grooves)